# Cristiano Otoni
Cristiano Otoni is een gemeente in de Braziliaanse deelstaat Minas Gerais. De gemeente telt 5.039 inwoners (schatting 2009).

## Aangrenzende gemeenten
De gemeente grenst aan Caranaíba, Carandaí, Casa Grande, Conselheiro Lafaiete, Queluzito en Santana dos Montes.

## Verkeer en vervoer
De plaats ligt aan de radiale snelweg BR-040 tussen Brasilia en Rio de Janeiro.